# Automatyka Elektroenergetyczna
Automatyka Elektroenergetyczna – kwartalnik naukowo-techniczny adresowany do środowiska energetyków – automatyków. Tematyka czasopisma obejmuje swym zakresem tematycznym zarówno energetykę zawodową, jak i przemysłową. Wydawany jest od 1993 roku pod patronatem Komitetu Automatyki Elektroenergetycznej SEP.
Od 2012 roku czasopismo „Automatyka Elektroenergetyczna" jest wydawane raz na kwartał w miesięczniku „Wiadomości Elektrotechniczne” jako specjalna wkładka opatrzona winietą AEE.
Rada redakcyjna: Krzysztof Borkiewicz, Andrzej Dobroczek, Piotr Kacejko, Antoni Lisowski, Ryszard Migdalski, Jan Osik, Krystyna Przedmojska, Krzysztof Sitkiewicz, Bohdan Synal, Zbigniew Szczerba, Krzysztof Woliński, Marek Wołoch, Sylwia Wróblewska, Stanisław Wypych, Andrzej Żurek, Marek Krupa (przewodniczący).
Rada naukowa: Jan Iżykowski, Piotr Kacejko, Józef Lorenc, Jan Machowski, Eugeniusz Rosołowski, Paweł Sowa, Bohdan Synal, Janusz Szafran, Zbigniew Szczerba, Andrzej Wiszniewski, Sylwia Wróblewska, Zbigniew Lubośny (przewodniczący).